# Roze kapitalisme

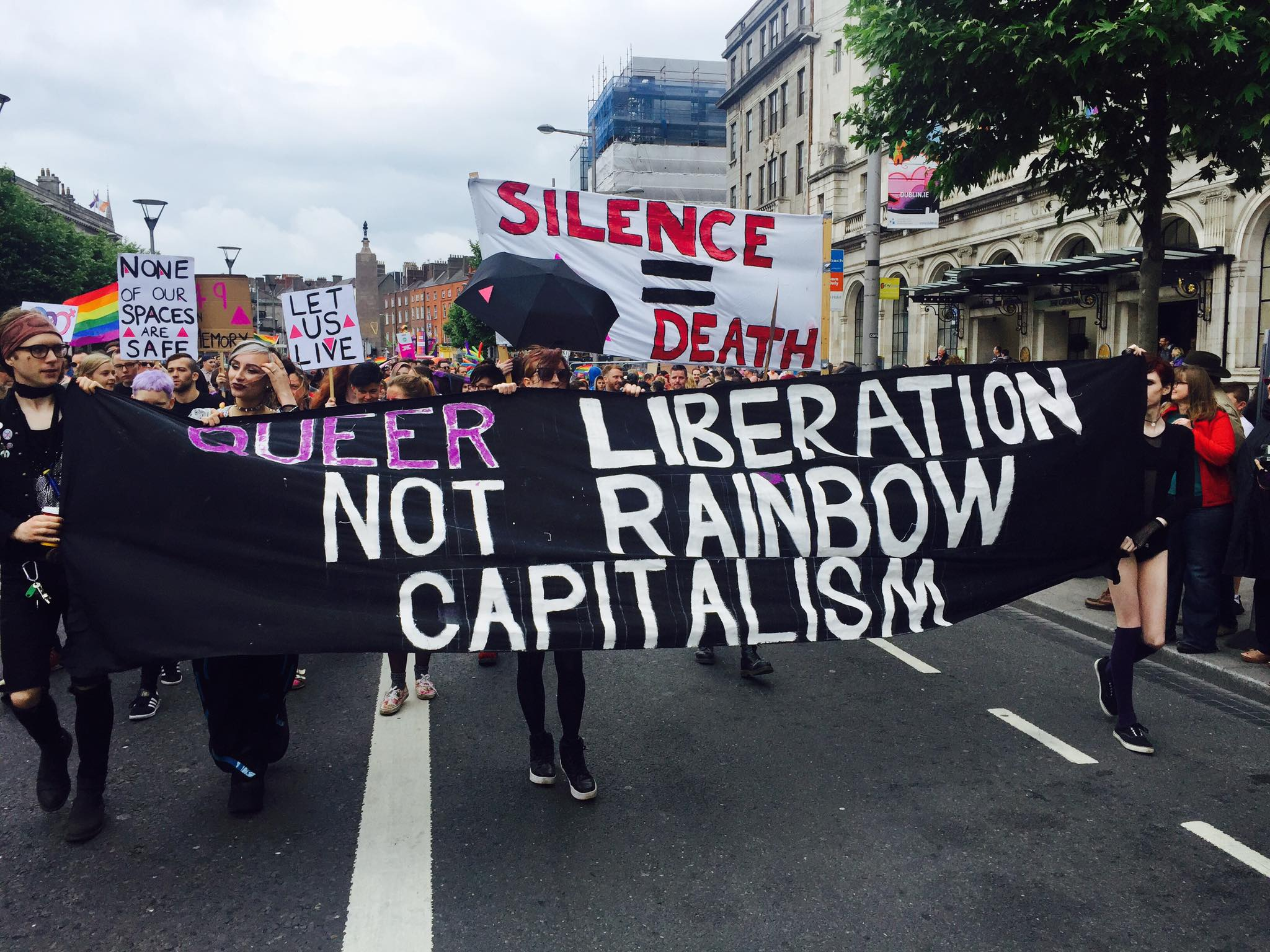
Blok queer dat protesteert tegen het regenboogkapitalisme tijdens de Pride van Dublin 2016.

Het roze kapitalisme of regenboogkapitalisme is een term die wordt gebruikt om, vanuit een kritisch perspectief, de integratie van de discoursen van de lhbti-beweging en seksuele diversiteit in het kapitalisme en de markteconomie aan te duiden, met name het model van de witte, cisgender, westerse, uit de bovenklasse, homoseksuele man.
Dit houdt in dat er meer winst wordt behaald door sectoren van de bevolking die traditioneel gediscrimineerd werden, maar die voldoende koopkracht hebben verworven, ook wel bekend als roze geld, om een specifieke markt te creëren die zich richt op de homogemeenschap, zoals bars en nachtclubs, homotoerisme of gespecialiseerde culturele consumptie.
Terwijl het creëren van ruimtes voor lhbti-consumptie kan worden gezien als een kans voor homosocialisatie, leidt het definiëren van consumptiepatronen tot een assimilatie van seksuele diversiteit tot sociaal aanvaarde seksuele en gedragspatronen, zoals monogamie, interesse in dominante mode of de definitie van lichaamsesthetiek gebaseerd op reclamestandaarden.